# Земляничный альдегид
Земляни́чный альдеги́д, или альдегид 16, — органическое вещество, этиловый эфир α,β-эпокси-β-метил-β-фенилпропионовой кислоты. Представляет собой бледно-жёлтую жидкость, хорошо растворимую в органических растворителях. Запах этого соединения напоминает запах земляники. Применяется в промышленности как ароматизатор.

## Название
С точки зрения органической химии это соединение не является альдегидом. Более того, как показали исследования, это вещество не содержится в землянике. Таким курьезным названием это соединение обязано своему специфическому запаху, а также несовершенству методов химического анализа во времена его открытия. Неточное название было введено в XIX веке и используется до сих пор, как исторически сложившееся.

## Получение
Земляничный альдегид может быть получен путём конденсации ацетофенона и этилового эфира монохлоруксусной кислоты в присутствии основания. Эта химическая реакция является частным случаем конденсации Дарзана.

## Применение
Из-за своего приятного запаха земляничный альдегид нашел широкое применение в пищевой и косметической промышленности. Он входит в состав некоторых духов, фармацевтических препаратов, моющих средств, некоторых продуктов питания.